# Almeda (brano musicale)
Almeda è un brano musicale della cantante statunitense Solange, come primo estratto del quarto album in studio When I Get Home dalla Columbia.
Il brano presenta un'apparizione del rapper statunitense Playboi Carti.
Agli MTV Video Music Awards del 2019 il video del brano riceve tre nomine nelle categorie Best Cinematography, Best Editing e Best Choreography.

## Descrizione
Il titolo della canzone è un riferimento ad Almeda, una zona della città natale di Knowles di Houston, Texas.  La canzone è stata scritta da Solange, The-Dream e Playboi Carti e prodotta sempre dalla cantante con Pharrell Williams e John Carroll Kirby.
Il brano si ispira musicalmente al genere nel chopped and screwed, nato agli inizi degli anni '90 nella città di Houston, che consisteva nel re-mix del genere hip hop.